# Siedlung Schwirzheim-Gondelsheim
Siedlung Schwirzheim-Gondelsheim ist ein Weiler der Ortsgemeinden Schwirzheim und Weinsheim im Eifelkreis Bitburg-Prüm in Rheinland-Pfalz.

## Geographische Lage
Siedlung Schwirzheim-Gondelsheim liegt auf den Gemarkungen der beiden Ortsgemeinden Schwirzheim (nordöstlicher Teil) und Weinsheim (südwestlicher Teil). Geographisch liegt der Weiler südwestlich von Schwirzheim in einer Entfernung von 1,9 km und südöstlich von Weinsheim in einer Entfernung von 3,1 km. Der Weiler liegt auf einer Hochebene und ist ausschließlich von landwirtschaftlichen Nutzflächen umgeben. Nordöstlich der Ansiedlung fließt der Vlierbach.

## Geschichte
Wenig nördlich des Weilers wurden 1989 einige römische Scherben des 2. und 4. Jahrhunderts n. Chr. beobachtet. Diese lassen auf eine frühe Besiedelung der heutigen Gemarkung schließen.
Der heute noch genutzte Flurname „In Röthgen“ belegt Rodungsmaßnahmen, die zum Errichten der Gebäude oder zum Erschließen von landwirtschaftlichen Nutzflächen nötig waren.

## Naherholung
Siedlung Schwirzheim-Gondelsheim liegt im Naturpark Hohes Venn (Nordeifel), welches als Erholungsgebiet bekannt ist. Wanderwege befinden sich unter anderem auch in den Hauptorten Schwirzheim und Weinsheim. Vor allem Schwirzheim bietet mit sechs Wanderwegen in unterschiedlichen Längen einen vielseitigen Einblick in die Region.

## Verkehr
Es existiert eine regelmäßige Busverbindung.
Der Weiler ist durch die Kreisstraßen 170 und 178 erschlossen. Wenig südlich verläuft die Bundesstraße 410.